# 宽珍珠贝
宽珍珠贝，又名大肚鶯蛤、膨肚鶯蛤，是莺蛤目莺蛤科莺蛤属的一种。

## 型態描述
殼長30-55 mm，殼土黃色，前端黑色尖角形，尾端成長條尖尾形，薄的殼皮上有一條條放射狀毛狀物。

## 分佈
本物種分佈於中國大陸廣東省的汕尾市捷勝鎮的龜齡島、瓊州海峽，廣西潿洲島、北海，海南省的臨高、崖縣、三亞，南中國海的南沙太平島、台灣屏東縣恆春半島、宜蘭縣蘇澳鎮南方澳、花蓮海岸、龜山島，南韓，還有印度洋的馬斯克林群島海盆。

## 棲息地
棲息於淺海珊瑚礁及岩石底，還有潮間帶低潮區或潮線下淺水區。以足絲附著於岩石、珊瑚礁或貝殼上。